# Párizsi csata (1814)
A 1814. március 30–31-én vívott párizsi csata (más néven montmartre-i csata) vezetett a francia császár lemondásához és elbai száműzetéséhez. Közel négyszáz év után fordult elő az, hogy idegen csapatok szállták meg a francia fővárost. Ahogy Napóleon szerette volna elfoglalni Moszkvát, úgy az orosz cár, I. Sándor is be akart vonulni Párizsba. Ugyan I. Ferenc osztrák császár békét kívánt kötni a franciákkal (leánya, Mária Lujza Napóleon felesége volt), de az orosz cár és a porosz uralkodó nem tágított az inváziótól.

## Előzmények
Az osztrák–orosz–porosz erők csatlakoztak egymáshoz Schwarzenberg herceg parancsnoksága alatt, de a tényleges hajtóereje az orosz cár és a porosz király jelenléte volt a csapatoknak. A koalíció hadserege megközelítőleg 100 000 főt számlált. A francia császár saját testvérére, Joseph-re bízta a francia főváros védelmét Auguste Marmont 20 000 fős seregével, ezen kívül még a nemzeti és a császári gárda állt készenlétben Moncey és Mortier tábornok vezetése alatt.

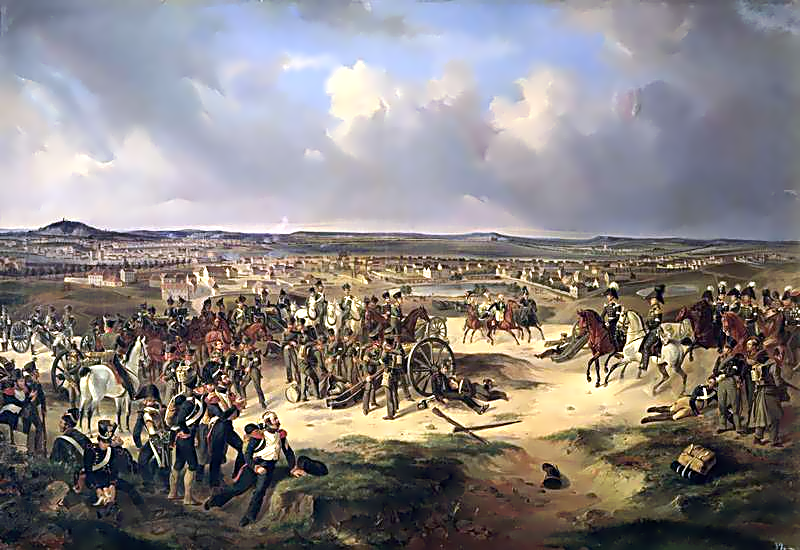
A párizsi csata(1814)

## A csata
A koalíció hadserege március végén elérte Párizs külső területeit. Az orosz egységek áttörtek a védvonalakon, előrenyomultak és először pillantották meg a francia fővárost. Március 29-én letáboroztak a város körül és az ostromot másnap reggel indították meg. Március 30-án kora reggel a koalíciós erők támadása az oroszok próbálkozásával kezdődött a fiatal gárda ellen, akiket visszaűztek Romainville mellett, a Párizs központjába vezető úton. Néhány órával később, a porosz Blücher marsall északról támadt a francia állásokra, amelyeket el is foglalt Aubervilliers körül, de nem erőltette tovább a támadást. Württemberg hercegének hadai Saint-Maurnál, délkeleten foglalták el pozícióikat. Az oroszok folytatták előrenyomulásukat, de a gárda visszavetette őket a lövészárkokkal és a tüzérségi tüzével.
Míg az oroszokat sikerült feltartóztatni a centrumban, addig a porosz erők megjelentek a hátukban. Az orosz erők megrohamozták Joseph Bonaparte főhadiszállását a Montmartre dombon, a harcok megújult erőkkel folytatódtak. Miután a város stratégiailag fontos pontját az ellenség elfoglalta, a császár testvére elmenekült a városból. Marmont felvette a kapcsolatot a szövetségesekkel és titkos tárgyalásokba kezdett. Ahogy megegyeztek, nem sokkal később olyan helyre menetelt a katonáival, ahol a szövetségesek bekeríthették és megadta magát.

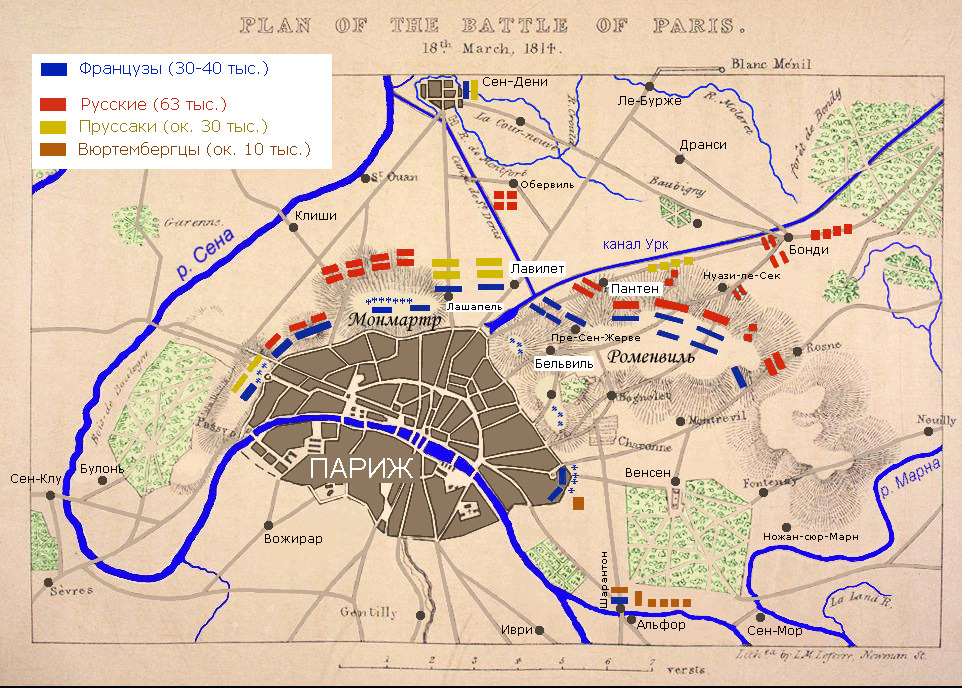
A csata térképe (orosz)

## Következmények
Az orosz cár követeket küldött a bekerített francia egységekhez. A cár nagylelkű ajánlatot tett a franciáknak, kihirdette, hogy a békét kíván a franciákkal, mint azok elpusztítását. Március 31-én Talleyrand átadta a város kulcsát a cárnak. Később a koalíció seregei bevonultak a városba az orosz uralkodóval az élen, őket követte a porosz uralkodó és Schwarzenberg főparancsnoksága. Napóleon gaztettnek tartotta Párizs feladását, április 6-án lemondott a hatalomról.

## Fordítás
- Ez a szócikk részben vagy egészben a Battle of Paris (1814) című angol Wikipédia-szócikk fordításán alapul.  Az eredeti cikk szerkesztőit annak laptörténete sorolja fel. Ez a jelzés csupán a megfogalmazás eredetét és a szerzői jogokat jelzi, nem szolgál a cikkben szereplő információk forrásmegjelöléseként.